# كلوي (مغنية أمريكية)
كلو (بالإنجليزية: Chloe)‏ هي موسيقية ومغنية أمريكية، ولدت في 17 يوليو 1987 في لارغو في الولايات المتحدة.

## وصلات خارجية
- الموقع الرسمي
- كلو على موقع IMDb (الإنجليزية)
- كلو على موقع ميوزك برينز (الإنجليزية)
- كلو على موقع قاعدة بيانات الفيلم (الإنجليزية)